# Blancpain
Blancpain est une entreprise horlogère suisse de prestige faisant partie du Swatch Group. Aujourd'hui, elle connaît le même positionnement marketing Prestige et luxe que Breguet, l'autre marque de luxe du groupe. 

## Histoire

### Origines
La marque aurait été fondée en 1735 à Villeret par Jehan-Jacques Blancpain. En 1815, l’arrière-petit-fils de Jehan-Jacques Blancpain, Frédéric-Louis, alors dirigeant de Blancpain, transforme l'atelier artisanal en unité de production en série. Il innove en remplaçant le dispositif à roue de rencontre par un échappement à cylindre. En 1865, Blancpain fait bâtir une usine de deux étages sur le bord de la rivière La Suze qui fonctionne à l'énergie hydraulique. En 1926, Blancpain s'associe à l'horloger John Harwood pour créer la première montre-bracelet automatique.

### Sous la direction de Betty Fiechter

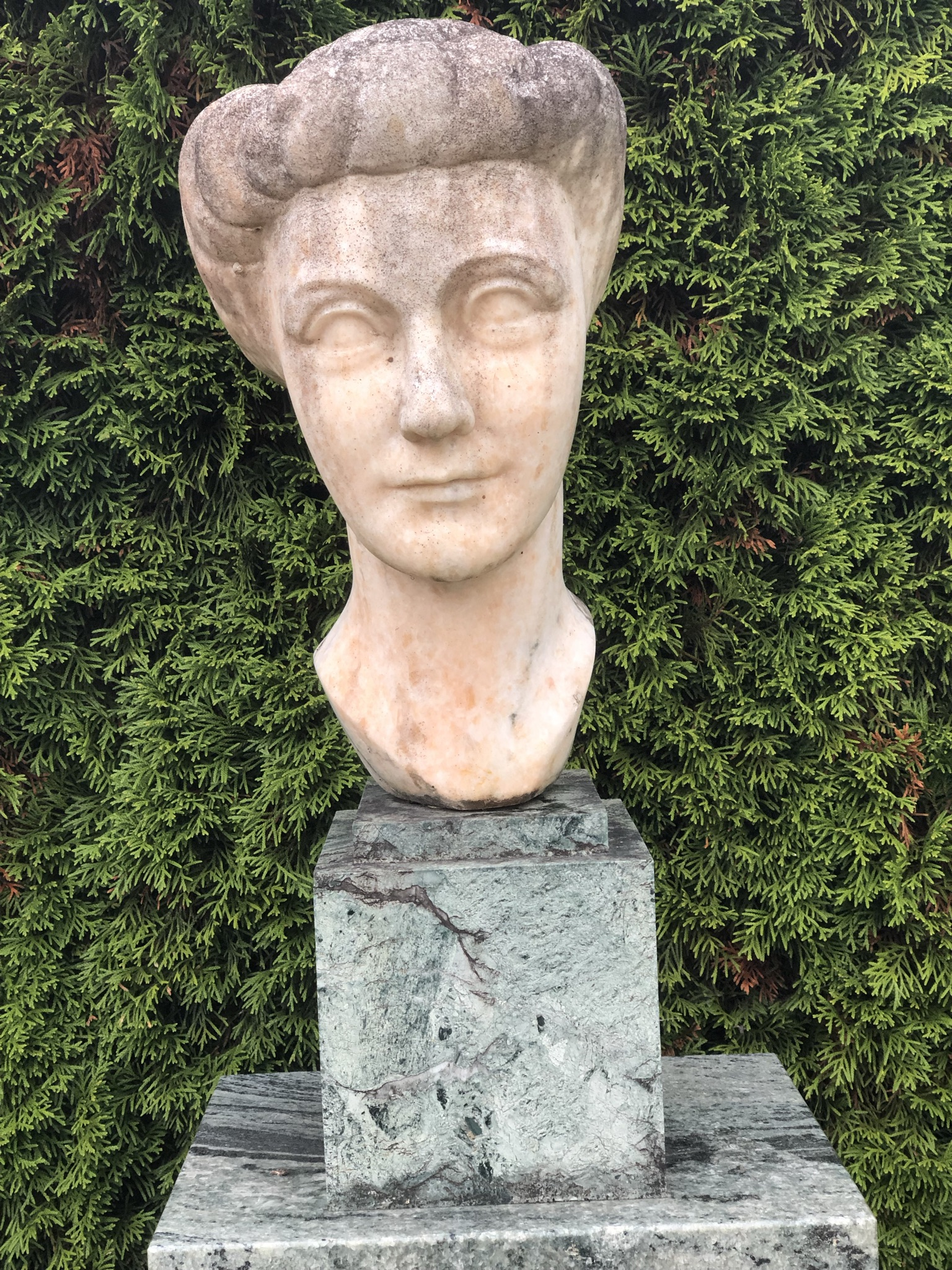
Betty Fiechter, 1896-1971, Industrielle, femme de grand cœur et de vision, initiatrice du nouveau quartier des Planches, dans son village natal de Villeret (texte sur le piédestal). Sculpture signée Turatti.

Betty Fiechter est née à Villeret en 1896, décédée à Lausanne en 1971. Elle a possédé et développé l'entreprise horlogère Rayville S.A. (succ. de Blancpain) à Villeret.
Betty Fiechter reprend l'entreprise horlogère Blancpain à Villeret le 29 juin 1933. Elle y était jusque-là employée. Pour ce rachat, elle est accompagnée d'André Léal, un collègue de travail. Elle devient ainsi la première femme directrice générale d'une telle entreprise.
À noter que, dès le changement de propriétaire, la société change de nom et devient "Rayville S.A., successeur de Blancpain" (Rayville étant l'anagramme phonétique de Villeret). Les montres continuent par contre d'être vendues sous la marque Blancpain.
Les débuts sont difficiles en raison de la crise mondiale qui a frappé l'industrie horlogère jusqu'en 1936. Un chômage massif sévit dans la région. Ensuite, malgré des circonstances difficiles (décès de son associé en 1939 puis guerre 39-45), Betty Fiechter réussit à développer la production en profitant du "New Deal" sur le marché américain. Le client principal est Gruen Watch, une grande manufacture qui achète des mouvements pour montres dames.
Depuis 1916, la loi suisse exonère d'impôt l'épargne destinée à la prévoyance professionnelle.  De nombreuses caisses de pension d'entreprises sont créées dans la première moitié du XXe siècle. Betty Fiechter s'inscrit dans ce mouvement et crée en 1942 le Fonds de Prévoyance du Personnel de Rayville S.A dont elle préside le comité.
En 1950, elle est rejointe par son neveu Jean-Jacques Fiechter qui devient le nouveau directeur général, elle-même gardant le rôle de présidente. Ensemble ils renouvellent le catalogue des calibres horlogers dont le plus petit mouvement rond du monde d'un diamètre de 11,85 mm et destiné à la joaillerie pour les montres-bijou, en particulier le modèle Ladybird!  Ils se lancent aussi dans les montres de plongée profonde et sortent en 1953 la "Blancpain Fifty Fathoms", une nouveauté qui fait grand bruit grâce à ses qualités exceptionnelles et novatrices. Cette montre apparaît en 1956 dans le film du commandant Cousteau Le monde du silence. Avec ces réussites, l'entreprise se développe et compte, en 1959, 200 ouvriers assurant une production annuelle de plus de 100 000 pièces. Rayville fait également appel à des entreprises sous-traitantes qui profitent de cet essor.
Betty Fiechter est encore présidente en 1960 (elle le restera jusqu'à son décès) quand Rayville entre dans le puissant holding SSIH (Société suisse pour l'industrie horlogère) dont elle devient membre du Conseil d'administration.
La même année, création de Fiechter & Cie par Betty et Jean-Jacques Fiechter, une société spécialisée dans l'« étude, mise au point, vente et représentation de nouveautés dans le domaine du sport et de la mécanique de précision ».
À Villeret, à la rue des Sources, une petite statue représentant un buste de Betty Fiechter (voir photo) est accompagnée d'un texte qui la présente comme l'"initiatrice du nouveau quartier des Planches dans son village natal". En effet elle a acheté un terrain agricole (le domaine des Planches) qui a été transformé en zone à bâtir qui est occupée actuellement (2021) par plusieurs dizaines de maisons familiales.
En adhérant en 1947 à la Société jurassienne d'émulation, section d'Erguël, Betty Fiechter montre son intérêt pour la vie culturelle de sa région. Elle en reste membre jusqu’à sa mort.

### Depuis 1970
Lors de la crise horlogère des années 1970, l'entreprise est entre les mains de la SSIH. Elle est finalement rachetée et relancée en 1983 par Jean-Claude Biver et Jacques Piguet. Ils en feront une marque de luxe, cultivant l'esprit de la tradition horlogère. Le succès venu, ils la revendront au Swatch Group.
La manufacture de la marque est située dans le village du Brassus, dans la vallée de Joux, sur le lieu d'origine de la marque, ainsi qu'à Paudex. En 2007, son patron est Marc A. Hayek, petit-fils de Nicolas Hayek.
En août 2009, le premier ministre russe Vladimir Poutine offre une Blancpain à un modeste berger devant les flashs des journalistes, un modèle Léman Aqualung Grande Date estimé à dix mille euros. Du coup, le mois suivant, un ouvrier interpelle Poutine, en visite dans une usine, et lui demande sa nouvelle Blancpain qu'il a au poignet. Il ne refuse pas et la lui donne.
En 2010, pour célébrer les 275 ans de Blancpain, l'enseigne sort une nouvelle collection de montres, la collection Villeret.

## Modèles emblématiques

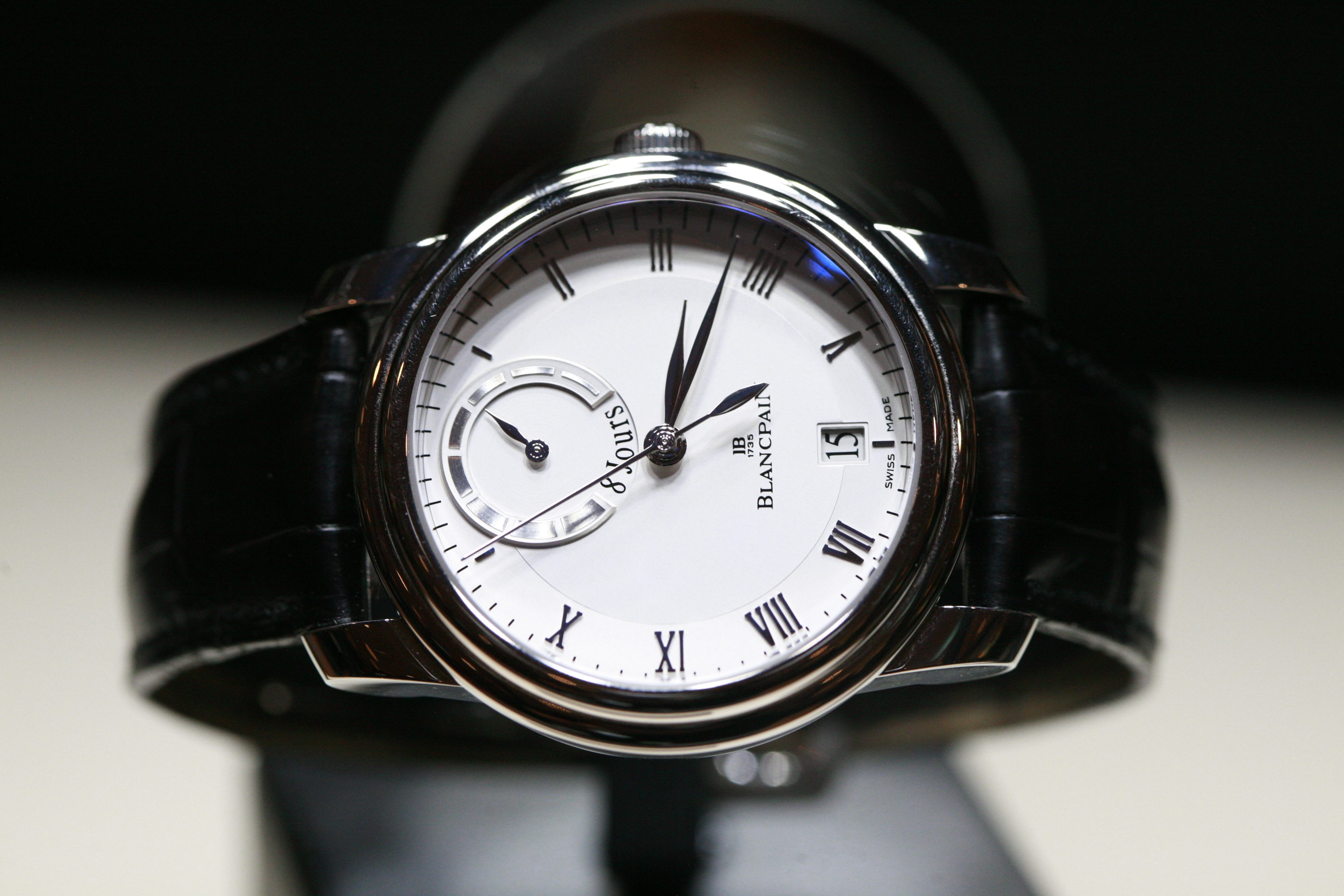
Une montre Blancpain.

Les boîtiers de la marque sont toujours ronds. Dans les années 1990, le slogan de la marque (aujourd'hui abandonné, mais toujours d'actualité) proclamait : « Depuis 1735, il n'y a pas eu de montre Blancpain à quartz. Et il n'y en aura jamais. » 
Sous la direction de Jean-Claude Biver, la marque a axé sa communication sur un respect intangible de la tradition horlogère et valorisé son savoir-faire technique : en particulier, avec la série des « Six Pièces Maîtresses de l'Art Horloger ». À savoir :
- l'Ultraplate ;
- la Phase de lune ;
- le Quantième perpétuel ;
- le Chronographe à rattrapante ;
- le Tourbillon ;
- la Répétition minutes.

En 1991, la marque a poursuivi sa démarche vers la technicité en produisant le modèle « 1735 » qui réunit en un seul boîtier les complications de la série.
Actuellement, la série « Apothéosis temporis » a quelque peu remplacée celle des « six pièces maîtresses », en y ajoutant encore deux complications : second fuseau horaire et « équation marchante pure à quantième perpétuel ».
La fabrication des montres est presque 100% suisse, seuls les bracelets en cuir et les écrins sont produits à l'international. 

### La Fifty Fathoms
En 1952, Robert Maloubier est chargé par le Ministère de la Défense  de créer, avec l'officier de marine Claude Riffaud, une unité d’élite de Nageurs de combat. Robert Maloubier se tourne alors vers Blancpain pour concevoir une montre résistante aux conditions extrêmes des interventions de l'unité spéciale. La montre alors conçue par Blancpain résiste à une profondeur de 50 brasses anglaises (91,45 m), d'où son nom.
La Fifty Fathoms apparaît au poignet de l'équipe du commandant Jacques-Yves Cousteau dans le film Le Monde du silence. En 1997, Blancpain présente la nouvelle génération de Fifty Fathoms, qui peut maintenant descendre à 300 mètres de profondeur.
En 2007, une nouvelle Fifty Fathoms automatique avec 144 heures de réserve de marche, étanche à 300 m, en acier ou or rouge, est lancée. En 2017, une nouvelle édition du modèle Bathyscaphe est lancée.

### Montres érotiques
La marque Blancpain est aussi connue pour ses montres érotiques. Grâce à l'automatisme de leurs horlogeries, ces montres mettent en scène des situations érotiques animées. Les scènes érotiques sont toujours au verso du cadran pour préserver une certaine discrétion,.
Le 19 novembre 1994, plusieurs dizaines de montres érotiques de Blancpain furent dérobées lors d'un cambriolage au Deutsches Museum à Munich. Les montres furent partiellement retrouvées à Neuchâtel en 1998, alors que des receleurs tentaient d'écouler le butin sur le marché. Les pièces étaient dans un très mauvais état.

## Sport
En 2011, Blancpain donne son nom aux Blancpain Endurance Series, une compétition de voitures de grand tourisme organisée par le Stéphane Ratel Organisation (SRO) basée autour des 24 Heures de Spa. Elle fait de même en 2014 avec les FIA GT Series qui deviennent les Blancpain Sprint Series. Les deux championnats Blancpain sont alors regroupés dans le championnat Blancpain GT Series.
En 2016, les deux championnats changent de nom pour devenir les Blancpain GT Series Endurance Cup et les Blancpain GT Series Sprint Cup. Ce dernier voit de nouveau son nom évoluer en 2019 pour être transformé Blancpain GT World Challenge Europe afin d'accompagner la régionalisation de la série avec des nouveaux championnats en Amérique et en Asie. Le partenariat avec SRO cesse à l'issue de l'année 2019. 